# ひらつかアリーナ

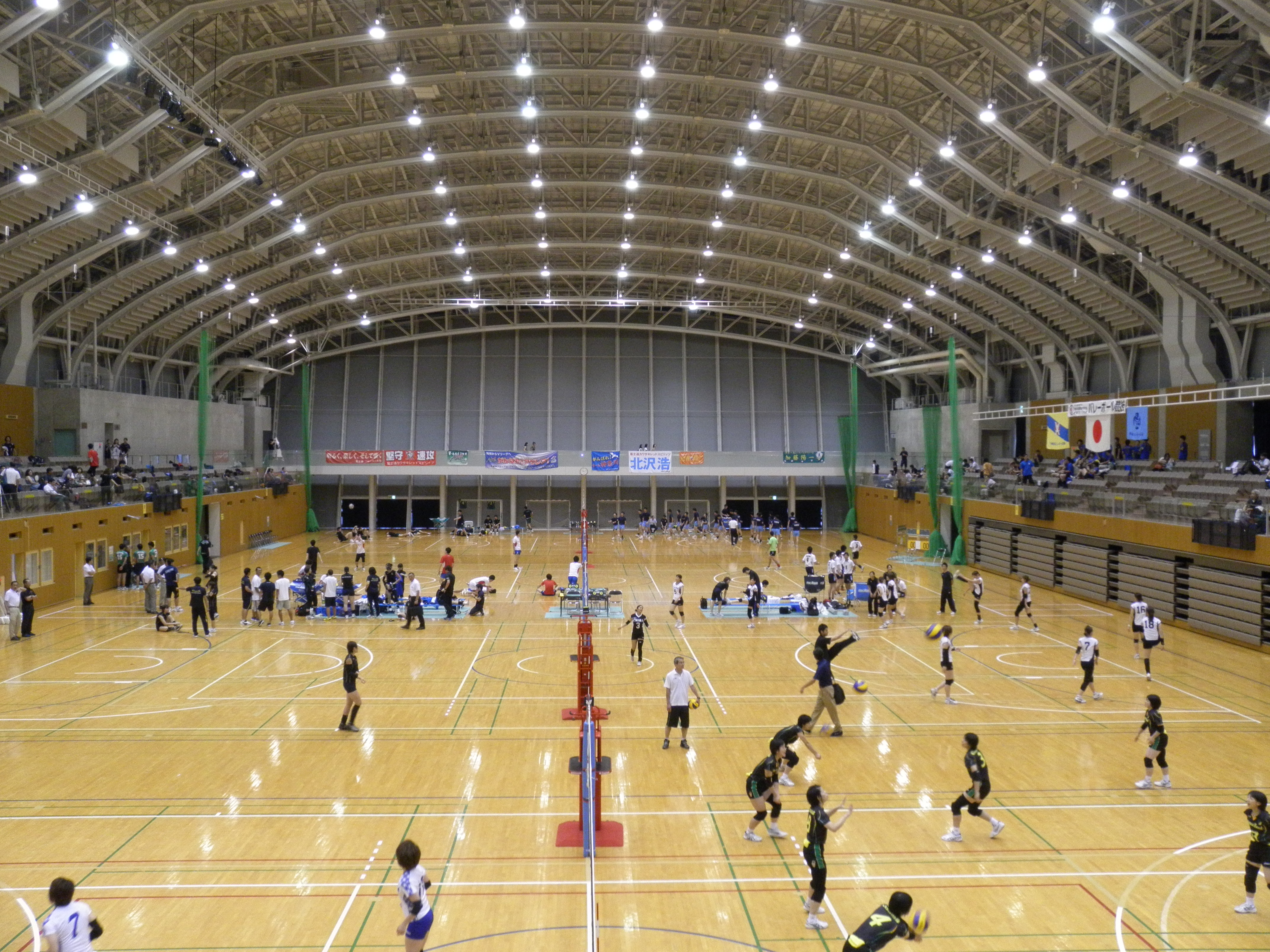
アリーナ内部

ひらつかアリーナ（Hiratsuka Arena）は、神奈川県平塚市の馬入ふれあい公園内に位置する平塚市立の体育館である。

## 概要
日産クリエイティブサービス・湘南ベルマーレSC共同事業体が指定管理者となって管理・運営している。各種スポーツイベントに使用されるアリーナの他、会議室、多目的ルームも備えている。総工費は38億4,300万円。

## 歴史
2004年6月完成。
2013年4月より株式会社サン・ライフが命名権を取得し、「ひらつかサン・ライフアリーナ」の名称が使用される。

## 交通アクセス
東海道線 (JR東日本) 平塚駅北口から神奈川中央交通東八幡工業団地行にて「馬入ふれあい公園入口バス停」下車徒歩5分